# Albert Charles Smith
Albert Charles Smith (5 aprile 1906 – 23 maggio 1999) è stato un botanico statunitense.

## Biografia
Smith fu direttore del National Museum of Natural History e fu presidente di parecchie importanti società scientifiche, come la American Society of Plant Taxonomists e la Società Botanica di Washington (1962).
Fu eletto membro della United States National Academy of Sciences nel 1963.
Come botanico, si distinse e si specializzò nelle Pteridophyta e nelle Spermatophyta.
Lavorò negli Stati Uniti e nelle Figi.